# Pétroglyphes de l'Altaï mongol
Les pétroglyphes de l'Altaï mongol sont un ensemble de figures d'art rupestre et de monuments funéraires situés sur trois sites archéologiques, dans l'aïmag semi-autonome kazakh de la province de Bayan-Ölgii, dans l'ouest de la Mongolie, dans la chaîne de montagnes de l'Altaï. Le site est inscrit au Patrimoine mondial de l'UNESCO depuis 2011. Les gravures rupestres couvrent une période d'environ 12 000 ans, dont la phase la plus ancienne va de 11000 à 6000 av. J.-C..

## Situation
Les trois sites d'art rupestre se trouvent dans de hautes vallées montagneuses, creusées par les glaciers au cours du Pléistocène :
- Vallées des rivières Tsagaan Salaa et Baga Oigor, dans le soum d’Ulaankhus[2] ;
- Vallée du haut Tsagaan Gol (Shiviit Khairkhan, mongol : Шивийт Хайрхан) ;
- Vallée de l'Aral Tolgoi (mongol : Арал толгой), dans le soum de Tsengel.

## Chronologie
Les figures les plus anciennes (d'environ 9000 à 4000 av. J.-C.) témoignent d'une période où l'environnement passe d’une steppe sèche à une steppe forestière, ce qui favorise la chasse sédentaire du gros gibier. Les figures de l'Holocène moyen (d'environ 4000 à 2000 av. J.-C.) reflètent le retour d'une végétation steppique dans cette partie de l’Altaï et l’émergence précoce du pastoralisme nomade. Les figures de l'Holocène récent montrent la domestication du cheval durant la période nomadique ancienne et la période scythe (Ier millénaire av. J.-C.). Les figures du Ier millénaire apr. J.-C. témoignent de l'expansion des turcs à travers les steppes (du VIIe au IXe siècle).

## Description
Le site de la vallée du Tsagaan Gol comprend des figures de cerfs dans le même style que celles des pierres à cerfs.